# Kurtaczek hałaśliwy
Kurtaczek hałaśliwy (Pitta versicolor) – gatunek średniej wielkości ptaka z rodziny kurtaczków (Pittidae). Gniazduje wzdłuż wschodniego i północno-wschodniego wybrzeża Australii oraz na wyspach w Cieśninie Torresa. Część osobników zimuje wzdłuż południowego wybrzeża Papui-Nowej Gwinei. Ptaki ze wschodniego wybrzeża Australii spędzają tu cały rok. Jest więc częściowo wędrowny.

## Systematyka
Takson ten bywał niekiedy łączony w jeden gatunek z kurtaczkiem ozdobnym (P. elegans) lub z kurtaczkiem tęczowym (P. iris). Międzynarodowy Komitet Ornitologiczny (IOC) wyróżnia trzy podgatunki P. versicolor:
- P. v. simillima Gould, 1868 – półwysep Jork (północno-wschodnia Australia)
- P. v. intermedia Mathews, 1912 – północno-wschodni i środkowy Queensland
- P. v. versicolor Swainson, 1825 – południowo-wschodni Queensland i północno-wschodnia Nowa Południowa Walia (wschodnia Australia)

## Morfologia
Mierzy 19–21 cm, a waży 70–125 g. Nie występuje dymorfizm płciowy. Głowa jest brązowa, przez jej wierzch biegnie czarny pasek. Ma szary dziób. Reszta głowy jest czarna, a kark szary. Bardzo kontrastuje on ze zgniłozielonym grzbietem i skrzydłami. Pośrodku jasnożółtego brzucha biegnie czarny pasek, dalej jest on pomarańczowy. Nogi jasnoróżowe. Czarny ogon kontrastuje z czerwonymi pokrywami podogonowymi.

## Ekologia i zachowanie
Jego środowisko to głównie wąwozy w nizinnych, wilgotnych lasach równikowych z gęstym podszytem. Występuje też w wilgotnych lub suchych zawsze zielonych lasach twardolistnych, zadrzewieniach, a niekiedy w namorzynach.
Wcale nie jest głośniejszy od innych kurtaczków. Jednakże jego niskie pogwizdywania i pomruki, podobne do mruczenia kota, są bardzo charakterystyczne. Żeruje na dnie lasu, zjada owady, stonogi, dżdżownice i ślimaki, a także zbiera jagody i inne owoce.
Buduje na ziemi duże, zadaszone gniazdo. Rozmnaża się pomiędzy październikiem a kwietniem. Składa 3–4 jaja, które wysiaduje na zmianę z samcem przez około dwa tygodnie.

## Status
Międzynarodowa Unia Ochrony Przyrody (IUCN) klasyfikuje kurtaczka hałaśliwego jako gatunek najmniejszej troski (LC, Least Concern) nieprzerwanie od 1988 roku. Liczebność populacji nie została oszacowana, ale ptak opisywany jest jako rzadki w Nowej Południowej Walii oraz lokalnie umiarkowanie pospolity w Queenslandzie. Trend liczebności populacji jest oceniany jako spadkowy.